# گیلرمو منسز
گیلرمو منسز (انگلیسی: Guillermo Meneses; ۱۵ دسامبر ۱۹۱۱ – ۲۸ دسامبر ۱۹۷۸) تاریخ‌نگار، نویسنده، و دیپلمات اهل ونزوئلا بود.